# Zakęcie
Zakęcie – wieś w Polsce położona w województwie lubuskim, w powiecie nowosolskim, w gminie Otyń. Pierwotna nazwa wsi to Eckerstorff (1516), później zmieniona na Erkelsdorf (1791). Po zmianie granic wsi nadano nazwę Wojciechowo (1946), którą potem zmieniono na obecną. 
W latach 1975–1998 miejscowość administracyjnie należała do województwa zielonogórskiego.
Po północnej stronie wsi przepływa rzeka Śląska Ochla, która jednocześnie jest granicą pomiędzy Zakęciem a wsią Konradowo.

## Demografia
Liczba mieszkańców miejscowości w poszczególnych latach:
| Rok  | Ilość mieszkańców |
| ---- | ----------------- |
| 1998 | 311               |
| 2002 | 322               |
| 2009 | 346               |
| 2011 | 352               |
| 2021 | 419               |

## Zabytki
- kościół pw. Najświętszego Serca Pana Jezusa – wzmiankowany w XVI w. Powstał w roku 1913 (taka data widnieje nad drzwiami do zakrystii). Na budynku znajduje się zabytkowa figura św. Jerzego.
- budynek gospodarczo-mieszkalny na folwarku – wzmiankowany w roku 1687. Zniszczony w roku 1734. Do dziś zachowały się jedynie drobne fragmenty zabudowania.

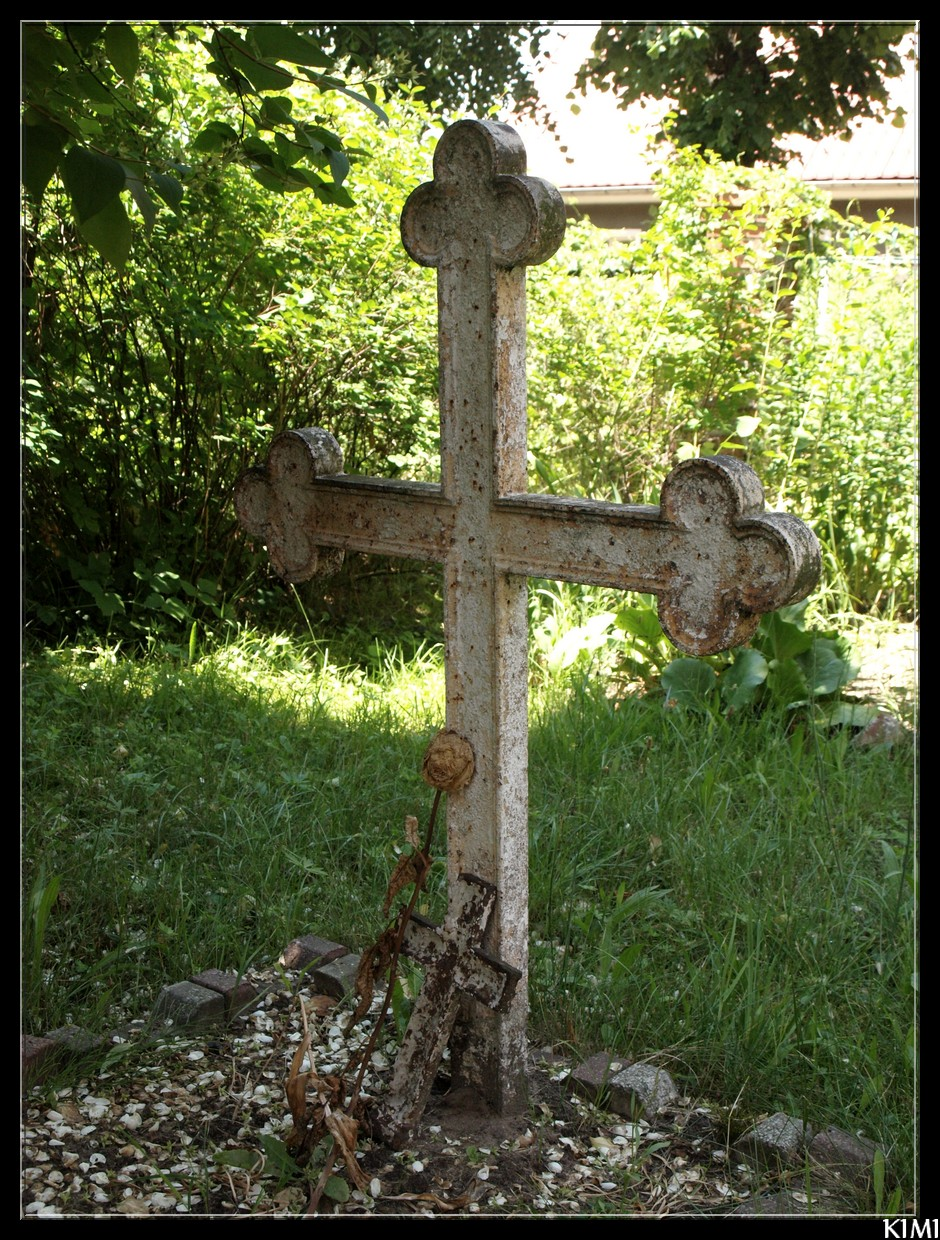
Krzyż z przedwojennego grobu przy miejscowym kościele
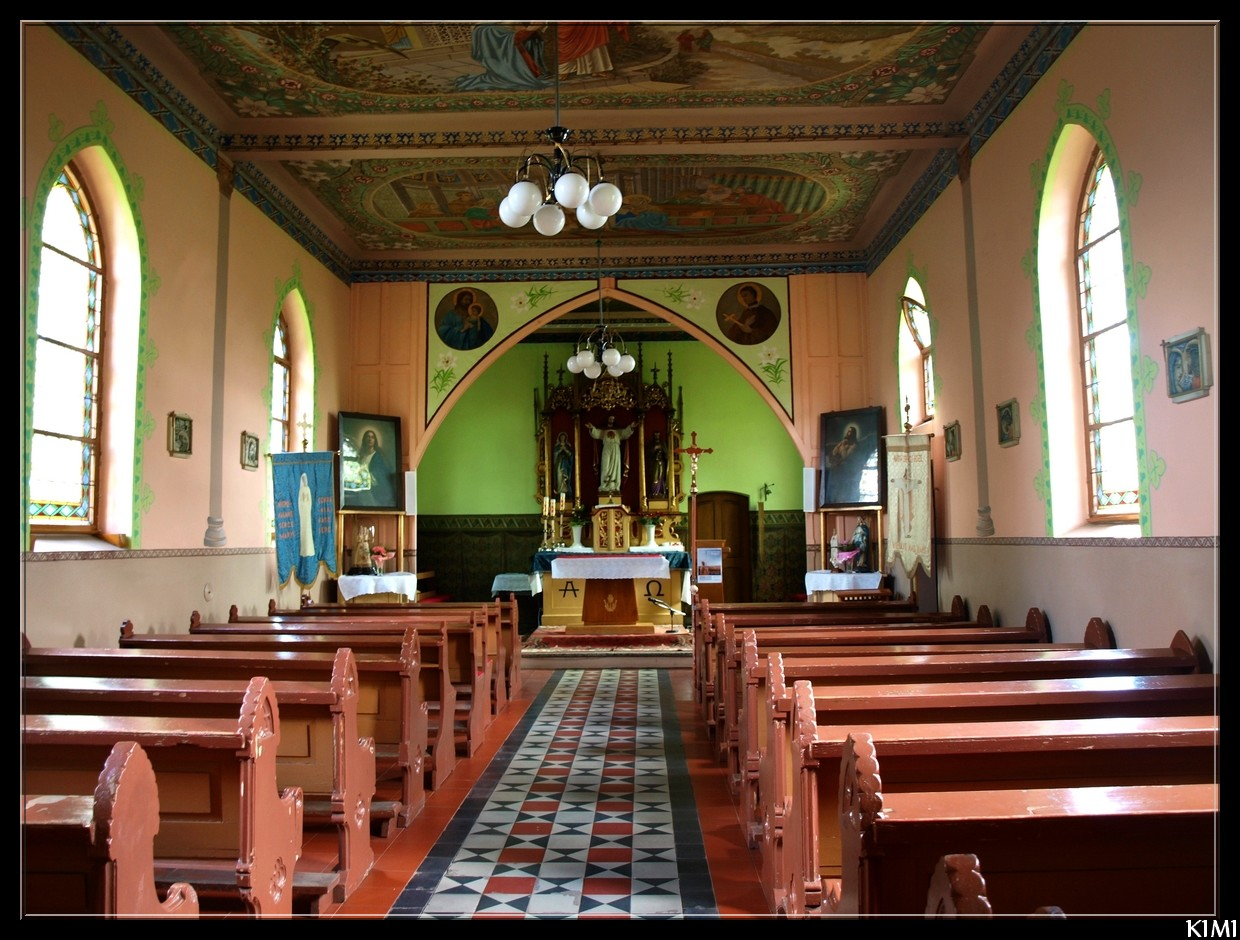
Wnętrze kościoła